# Die Seks
Die Seks (afrikaans för "Könet") är en sydafrikansk musikgrupp, som gör musik på afrikaans. Die Seks består av Christo van Wyk, Nicolaas van Wyk, Dewald Gerber, Calvin Siderfin, och Pieter Fabricius. Gruppen blev känd våren 2008 genom låten "Versigtig Verslaaf" ("Noggrant Beroende").

## Diskografi

### EP
- Geeste van Heimwee (2008)